# ザルコ・マルコビッチ
ザルコ・マルコビッチ（Žarko Marković、1986年6月1日 - ）は、モンテネグロ・ツェティニェ出身のハンドボール選手。
カタールに帰化し、2014年よりカタール代表に選出されている。2015年世界男子ハンドボール選手権ではカタールを準優勝へと導き、右バックのベスト7に選出された。